# Championnat du Portugal féminin de football 2018-2019
Navigation
Édition précédente Édition suivante
La saison 2018-2019 du Championnat du Portugal féminin de football est la 34e édition de la compétition. Le Sporting CP remet son titre en jeu.

## Organisation

### Équipes participantes
Ce tableau présente les douze équipes qualifiées pour disputer le championnat 2018-2019. On y trouve le nom des clubs, le nom des entraîneurs et leur nationalité, leur classement de la saison précédente et le nom des stades.
L'Atlético Ouriense est convié à participer au championnat à la suite du désistement d' União Ferreirense (8e la saison passée).
Légende des couleurs
- Qualifié pour la phase finale de la Ligue des champions 2018-2019.
- Promu de II Divisão Nacional Feminino.

| Club                                    | Classement 2017-2018 | Entraîneur | Stade                                             | Ville              |
| --------------------------------------- | -------------------- | ---------- | ------------------------------------------------- | ------------------ |
| Grupo Desportivo Cultural A-dos-Francos | 10e                  |            | Campo Luís Duarte                                 | Caldas da Rainha   |
| Clube Albergaria                        | 7e                   |            | Estádio Municipal António Augusto Martins Pereira | Albergaria-a-Velha |
| Clube Futebol Benfica                   | 6e                   |            | Estádio Francisco Lázaro                          | Lisbonne           |
| Boavista Futebol Clube                  | 9e                   |            | Estádio do Bessa Séc. XXI                         | Porto              |
| Sporting Clube de Braga                 | 2e                   |            |                                                   | Braga              |
| Grupo Desportivo Estoril-Praia          | 3e                   |            | Campo Treino Formação Desportiva                  | Estoril            |
| Sporting Clube de Portugal              | 1er                  |            | CGD Stadium Aurélio Pereira                       | Lisbonne           |
| Clube Futebol Valadares Gaia            | 5e                   |            | Complexo Desportivo de Valadares                  | Vila Nova de Gaia  |
| Atlético Ouriense                       | -                    |            | Campo da Caridade                                 | Ourém              |
| Vilaverdense Futebol Clube              | 4e                   |            | Municipal de Vila Verde                           | Vila Verde         |
| Club Sport Marítimo                     | 2e D2                |            |                                                   | Funchal            |
| Associação Desportiva Ovarense          | 1er D2               |            |                                                   | Ovar               |

## Compétition

### Classement
Classement du Campeonato Nacional de Futebol Feminino.
| Rang | Équipe           | Pts | J  | G  | N | P  | Bp  | Bc | Diff |
| ---- | ---------------- | --- | -- | -- | - | -- | --- | -- | ---- |
| 1    | SC Braga         | 59  | 22 | 20 | 2 | 0  | 108 | 6  | +102 |
| 2    | Sporting CP T    | 59  | 22 | 19 | 2 | 1  | 76  | 4  | +72  |
| 3    | CF Benfica       | 47  | 22 | 15 | 2 | 5  | 46  | 23 | +23  |
| 4    | Estoril-Praia    | 39  | 22 | 12 | 3 | 7  | 55  | 38 | +17  |
| 5    | Clube Albergaria | 35  | 22 | 10 | 5 | 7  | 31  | 33 | -2   |
| 6    | Valadares Gaia   | 29  | 22 | 8  | 5 | 9  | 42  | 39 | +3   |
| 7    | CS Marítimo P    | 29  | 22 | 8  | 5 | 9  | 35  | 40 | -5   |
| 8    | CA Ouriense      | 26  | 22 | 8  | 2 | 12 | 34  | 51 | -17  |
| 9    | GD A-Dos-Francos | 22  | 22 | 7  | 1 | 14 | 24  | 54 | -30  |
| 10   | AD Ovarense P    | 14  | 22 | 4  | 2 | 16 | 29  | 60 | -31  |
| 11   | Vilaverdense FC  | 11  | 22 | 3  | 2 | 17 | 8   | 73 | -65  |
| 12   | Boavista FC      | 6   | 22 | 1  | 3 | 18 | 17  | 84 | -67  |

| Légende : Qualifications et relégations | Légende : Qualifications et relégations                                                                                   |
| --------------------------------------- | --- |
|                                         | Ligue des champions féminine de l'UEFA 2019-2020                                                                          |
|                                         | T : Tenant du titre P : Promu C : Vainqueur de la Coupe du Portugal 2018 CL : Vainqueur de la Coupe de la Ligue 2018-2019 |

### Classement des buteuses
| Place              | Joueuse         | Club     | Buts |
| ------------------ | --------------- | -------- | ---- |
| Médaille d'or      | Vanessa Marques | SC Braga | 29   |
| Médaille d'argent  | Ana Capeta      | Sporting | 25   |
| Médaille de bronze | Hannah Keane    | SC Braga | 15   |

## Bilan de fin de saison
| Championnat du Portugal féminin de football 2018-2019   |                                     |
| Champion                                                | Sporting Clube de Braga (1er titre) |
| Coupes et trophées                                      |                                     |
| Vainqueur de la Coupe du Portugal 2018-2019             | Benfica                             |
| Qualifications continentales                            |                                     |
| Ligue des champions féminine de l'UEFA 2019-2020        | Sporting Clube de Braga             |
| Promotions et relégations                               |                                     |
| Promus en Championnat du Portugal féminin de football   | Sport Lisboa e Benfica              |
| Relégués en Championnat du Portugal féminin de football | Boavista Futebol Clube              |
| Relégués en Championnat du Portugal féminin de football | Vilaverdense Futebol Clube          |